# アラウコ戦争
アラウコ戦争（アラウコせんそう、西: La Guerra de Arauco）は、チリ南部に居住していた先住民族のマプチェ族と、
スペイン人征服者、及び独立後のチリ共和国の間での戦争である。マプチェ族の不屈の闘志により、戦争はマプチェ族が完全に征服されるまで、実に300年以上にも及んだ。